# Загора (Новосибірська область)
Загора (рос. Загора) — селище у Маслянинському районі Новосибірської області Російської Федерації.
Входить до складу муніципального утворення Єлбанська сільрада. Населення становить 179 осіб (2010).

## Історія
Згідно із законом від 2 червня 2004 року органом місцевого самоврядування є Єлбанська сільрада.

## Населення
| 2002 | 2007 | 2010 |
| ---- | ---- | ---- |
| 245  | ↘244 | ↘179 |